# HAT-P-27
HAT-P-27, TOI-5672, WASP-40 — двойная звезда в созвездии Девы на расстоянии приблизительно 645 световых лет (около 198 парсек) от Солнца. Визуальная звёздная величина звезды — +12,19m. Возраст звезды определён около 4,4 млрд лет.
Вокруг звезды обращается, как минимум, две планеты.

## Характеристики
Первый компонент (HAT-P-27A) — жёлтый карлик спектрального класса G8V, или G8, или K1. Масса — около 0,94 солнечной, радиус — около 0,9 солнечного, светимость — около 0,57 солнечной. Эффективная температура — около 5308 K.
Второй компонент (HAT-P-27B) — красный карлик спектрального класса M. Удалён в среднем на 134 а.е..

## Планетная система
В 2011 году группой астрономов, работающих в рамках проекта HATNet, было объявлено об открытии планеты HAT-P-27 Ab. Это типичный горячий юпитер, имеющий массу и радиус, равные 0,66 и 1,04 юпитерианских. Планета обращается по почти круговой орбите на расстоянии 0,04 а.е. от родительской звезды. Эффективная температура планеты составляет 1207 Кельвин. Открытие было совершено транзитным методом.
В 2024 году группой астрономов, работающих в рамках проекта TESS, было объявлено об открытии планеты HAT-P-27 Ac.